# 에마뉘엘 쿠바
에마뉘엘 쿠바(Emmanuelle Coubat, 1970년 4월 1일 ~ )는 프랑스의 탁구 선수다. 1991년 일본 지바 세계선수권대회에서 단체 동메달을 획득하였다.